# Federico Fernández
Federico Fernández (nascut el 21 de febrer de 1989) és un futbolista argentí que juga com a defensa central del Newcastle United i la selecció de futbol de l'Argentina.